# Михаил

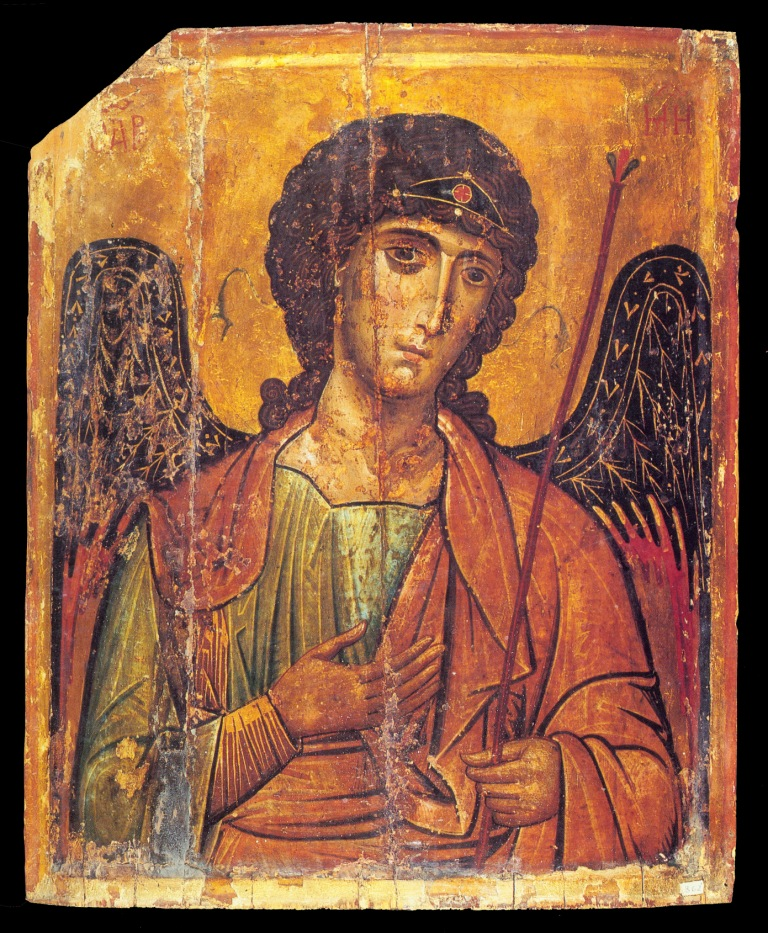
«Архангел Михаил»
XIII век, Монастырь Святой Екатерины

Михаи́л (ивр. מִיכָאֵל‎, Михаэ́ль) — мужское личное имя еврейского происхождения. Происходит от слов ивр. מי כמו אלוהים‎ (ми кмо элохим, сокращённо «ми-ка-э́ль»). Имеет два толкования: чаще встречается дословно — «Кто как Бог», но также читается и в вопросительной форме, как риторический вопрос: «Кто как Бог?» или «Кто подобен Богу?» в значении — «никто не равен Богу».

## Происхождение
Первоначально — ангел, упоминающийся в Книге Даниила (Дан. 10:13,21 и Дан. 12:1), а также в Коране (аль-Бакара 2:98). В христианской (православной и католической) традиции Архангел Михаил — архистратиг (командующий ангельским воинством) (Откр. 12:7-9).
У мусульман возможность называть детей именем Михаил является спорной, поскольку многие богословы считают неприемлемым называть людей именами ангелов.

## Статистика
В XX веке в Москве это имя всегда входило в первую десятку, но наибольшую популярность (третье место) оно имело в 1910-х, что связано с именем великого князя Михаила Александровича. Имя Михаил стало седьмым по популярности в России в 2008 году. Также Михаил являлось седьмым по распространённости именем в российском Интернете в 2002 году.
В США имя Майкл в 2008 году заняло второе место по популярности, а в 2000 году оно занимало первое место. Также это имя популярно в Швейцарии — 6 место в 1997 году для немецкого варианта Michael (французский вариант Michel занял лишь 87 место).

## Именины
В классическом месяцеслове содержится 14 дней тезоименитства Михаила. В современном месяцеслове русской православной церкви их насчитывается 67. Большинство из них посвящено новомученикам.
Классический список:
- 24 января (11 января по ст. стилю) — Преподобный Михаил Клопский (XV в.), юродивый.
- 27 февраля (14 февраля по ст. стилю) — Перенесение мощей благоверного князя Михаила Черниговского и боярина его Феодора (1578).
- 23 марта (10 марта по ст. стилю) — мученик Михаил Солунский (1544).
- 20 мая (7 мая по ст. стилю) — Михаил Улумбийский.
- 3 июня (21 мая по ст. стилю) — Святой блаженный князь Михаил Муромский, малолетний сын Ярослава (Константина) Святославича, убитый язычниками[13].
- 5 июня (23 мая по ст. стилю) — Святитель Михаил исповедник. Святой преподобномученик Михаил черноризец.
- 13 июля (30 июня по ст. стилю) — мученик Михаил-садовник (1770).
- 25 июля (12 июля по ст. стилю) — Преподобный Михаил Малеин (ок. 894—963), православный святой, основатель ряда монастырей на Киминской горе[13].
- 11 августа (29 июля по ст. стилю) — Преподобномученик Михаил, ученик святого Феодора Едесского.
- 8 сентября (26 августа по ст. стилю) — Святой благоверный князь (1333—1399), святой, внук Михаила Ярославича.
- 19 сентября (6 сентября по ст. стилю) — Память чуда, совершённого Святым Архистратигом Михаилом в Хонех (IV в.).
- 3 октября (20 сентября по ст. стилю) — Святой благоверный князь Михаил Черниговский.
- 13 октября (30 сентября по ст. стилю) — Святитель Михаил, первый митрополит Киевский (ум. 992).
- 14 октября (1 октября по ст. стилю) — Преподобномученик Михаил Зовийский[13].
- 21 ноября (8 ноября по ст. стилю) — Празднование Собора Архистратига Божия Михаила и прочих Небесных Сил бесплотных.
- 5 декабря (22 ноября по ст. стилю) — Святой Михаил воин (866)[13]. Святой благоверный князь Михаил Ярославич Тверской (1271—1318).
- 31 декабря (23 декабря по ст. стилю) — Преподобный Михаил-исповедник.

## В литературе и масскультуре

### В Ветхом Завете
- Отец Сефура, одного из 12 соглядатаев земли Ханаанской (Чис. 13:14)
- Один из колена Гадова, живший в стране Васанской (1Пар. 5:13)
- Сын Израхия, колена Иссахарова (1Пар. 7:3)
- Один из тысяченачальников Манассии, перешедших к Давиду в Сакелаге (1Пар. 12:20-21)
- Отец Омри, главный начальник колена Иссахарова (1Пар. 27:18)
- Один из 7-ми сыновей Иосафата, царя израильского (2Пар. 21:2)
- Отец Завадии, упоминаемый в числе лиц, возвратившихся с Ездрой из Вавилона в царствование царя Артаксеркса (Езд. 8:8)
- Вениамитянин, из сынов Берии (1Пар. 8:16)

## Фамилии, образованные от имени
От варианта имени Михаил Михайло образована одна из самых распространённых русских фамилий Михайлов. Помимо Михайлова, образованы фамилии Михалков, Михалев, Мишурин, Мишин, Мишустин и другие.